# Sushi Sho

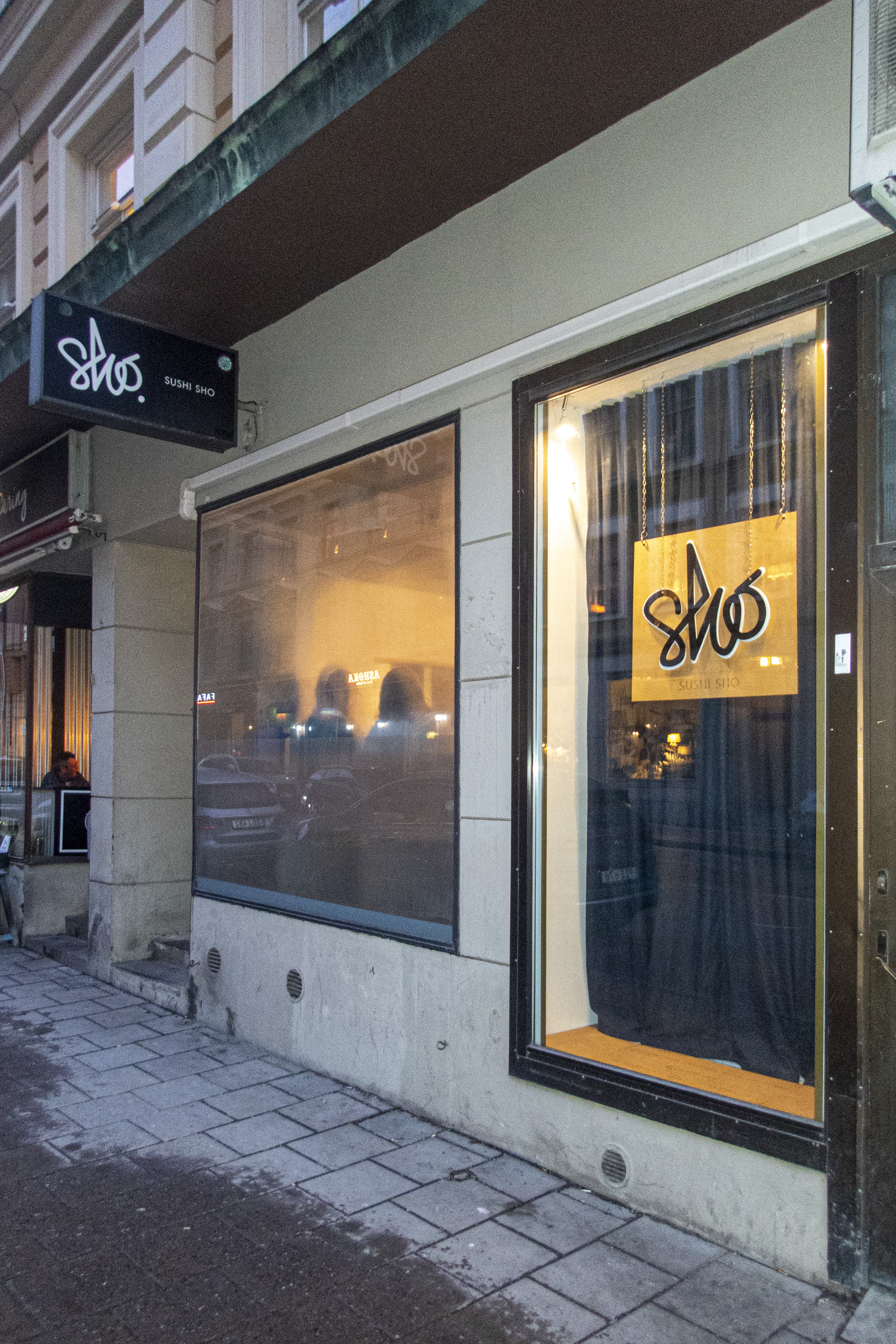
Sushi Sho

Sushi Sho är en sushirestaurang på Upplandsgatan 45 i Vasastan i Stockholm.
Den öppnade på våren 2014 av kocken Calle Ishizaki, som tidigare arbetat på Akki Sushi vid Medborgarplatsen. Inriktningen är traditionell Tokyo-sushi, så kallad "Edomae style" i form av avsmakningsmenyer enligt kockens val. Restaurangen rymmer 16 sittande.
Restaurangen har sedan 2016 en stjärna i den prestigefyllda Guide Michelin.